# César-díjak 2016
A 41. César-díj átadó ünnepségre, amelyen a 2015-ben forgalomba hozott, s a francia filmes szakma képviselői által legjobbnak ítélt francia alkotásokat részesítik elismerésben, 2016. február 26-án került sor a párizsi Châtelet Színházban Claude Lelouch filmrendező elnökletével. Az ünnepség ceremóniamesterének Florence Foresti színésznő, komikát kérték fel.

## Jelölések és díjak
A díjra jelölt filmek, alkotók és szereplők végleges listáját, melyet az Filmművészeti és Filmtechnikai Akadémia (AATC) 4276 tagja 642 filmből és 3625 személyből állított össze, 2016. január 27-én hozták ünnepélyes keretek között nyilvánosságra. A véglegesített listán 43 nagyjátékfilm és 9 kisfilm osztozott a 118 jelölésen.
A legtöbb jelölést (11-11) a 2015-ös Velencei Nemzetközi Filmfesztiválon bemutatott Marguerite – A tökéletlen hang című, francia-cseh-belga koprodukcióban készült filmkomédia, valamint a Fiatal éveim című filmdráma kapta. 9-9 jelöléssel előkelő helyen indul a díjért Jacques Audiard egy tamil menekült, Dheepan, franciaországi beilleszkedésének, élete újrakezdésének nehézségeit bemutató drámája, valamint a török elsőfilmes rendező, Deniz Gamze Ergüven a legjobb idegen nyelvű film kategóriában Oscar-díjra jelölt Mustang című alkotása. 8-8 jelölést kapott Az én szerelmem és a Fel a fejjel című filmdráma.
A nagyszámú jelölésekkel favoritnak tekintett alkotások közül kiugróan magas számú elismerést egyik film sem ért el, a két legsikeresebb, a Marguerite – A tökéletlen hang és a Mustang egyaránt 4-4 díjat kapott. A díjátadó nagy vesztesei a Fiatal éveim és a Dheepan – Egy menekült története című filmdrámák voltak; az előbbi 11 jelölésből mindössze egy (legjobb rendező), míg az utóbbi egyetlen trófeát sem kapott. Jól szerepelt még Philippe Faucon egy Magreb bevándorló család életéről szóló filmje, a Fatima, amely 4 jelölésből 3 Césart vihetett el, köztük a legjobb filmért járót.
A César-díjhoz kapcsolódó Daniel Toscan du Plantier-díjat, amelyet a filmproducerek 2016. február 22-i vacsoráján adtak át, a Why Not Productions két producere, Pascal Caucheteux et Grégoire Sorlat vehette át, négy nagyjátékfilmjükért: A hírnév ára, Comme un avion, Dheepan – Egy menekült története és Fiatal éveim.
Az Akadémia vezetésének döntése alapján a tiszteletbeli Césart ez évben „az amerikai filmművészetet folyamatosan megújító és egyre gazdagabb karaktert nyújtó” Michael Douglas amerikai színész érdemelte ki, aki 1998-ban már megkapta e címet. A trófeát a gála elnöke, Claude Lelouch nyújtotta át a művésznek.
A gála alkalmat adott arra, hogy röviden megemlékezzenek Romy Schneiderről, valamint azon művészekről akik az előző gála óta hunytak el: David Bowie, Valérie Guignabodet, Patachou, Andrzej Zulawski, Ettore Scola, Jacques Rivette, Omar Sharif, Jean Vautrin, Guy Béart, Michel Galabru.
Magyar vonatkozása volt a 41. gálának, hogy a legjobb külföldi film kategória jelöltjei közé beválogatták Nemes Jeles László Saul fia című filmdrámáját.
| Díjak                            | Jelöltek |
| -------------------------------- | --- |
| Legjobb film                     | - Fatima, rendezte: Philippe Faucon - Az én szerelmem (Mon roi), rendezte: Maïwenn - Dheepan – Egy menekült története (Dheepan), rendezte: Jacques Audiard - Fiatal éveim (Trois souvenirs de ma jeunesse), rendezte: Arnaud Desplechin - Fel a fejjel (La tête haute), rendezte: Emmanuelle Bercot - Marguerite – A tökéletlen hang (Marguerite), rendezte: Xavier Giannoli - Mennyit ér egy ember? (La loi du marché), rendezte: Stéphane Brizé - Mustang, rendezte: Deniz Gamze Ergüven                                                          |
| Legjobb rendező                  | - Arnaud Desplechin – Fiatal éveim (Trois souvenirs de ma jeunesse) - Jacques Audiard – Dheepan – Egy menekült története (Dheepan) - Emmanuelle Bercot – Fel a fejjel (La tête haute) - Stéphane Brizé – Mennyit ér egy ember? (La loi du marché) - Deniz Gamze Ergüven – Mustang - Xavier Giannoli – Marguerite – A tökéletlen hang (Marguerite) - Maïwenn – Az én szerelmem (Mon roi) |
| Legjobb színésznő                | - Catherine Frot – Marguerite – A tökéletlen hang (Marguerite) - Loubna Abidar – Much Loved - Emmanuelle Bercot – Az én szerelmem (Mon roi) - Cécile De France – Francia nyár (La belle saison) - Catherine Deneuve – Fel a fejjel (La tête haute) - Isabelle Huppert – Valley of Love - Soria Zeroual – Fatima |
| Legjobb színész                  | - Vincent Lindon – Mennyit ér egy ember? (La loi du marché) - Jean-Pierre Bacri – La vie très privée de Monsieur Sim - Vincent Cassel – Az én szerelmem (Mon roi) - François Damiens – Cowboyok (Les cowboys) - Gérard Depardieu – Valley of Love - Antonythasan Jesuthasan – Dheepan – Egy menekült története (Dheepan) - Fabrice Luchini – L'hermine |
| Legjobb mellékszereplő színésznő | - Sidse Babett Knudsen – L’hermine - Sara Forestier – Fel a fejjel (La tête haute) - Agnès Jaoui – Comme un avion - Noémie Lvovsky – Francia nyár (La belle saison) - Karin Viard – 21 éjszaka Pattie-val (Vingt et une nuits avec Pattie) |
| Legjobb mellékszereplő színész   | - Benoît Magimel – Fel a fejjel (La tête haute) - Michel Fau – Marguerite – A tökéletlen hang (Marguerite) - Louis Garrel – Az én szerelmem (Mon roi) - André Marcon – Marguerite – A tökéletlen hang (Marguerite) - Vincent Rottiers – Dheepan – Egy menekült története (Dheepan) |
| Legígéretesebb fiatal színésznő  | - Zita Hanrot – Fatima - Camille Cottin – Connasse, princesse des coeurs - Sara Giraudeau – Les bêtises - Diane Rouxel – Fel a fejjel (La tête haute) - Lou Roy-Lecollinet – Fiatal éveim (Trois souvenirs de ma jeunesse) |
| Legígéretesebb fiatal színész    | - Rod Paradot – Fel a fejjel (La tête haute) - Swann Arlaud – Les anarchistes - Quentin Dolmaire – Fiatal éveim (Trois souvenirs de ma jeunesse) - Félix Moati – A csajom barátnője (À trois on y va) - Finnegan Oldfield – Cowboyok (Les cowboys) |
| Legjobb operatőr                 | - Christophe Offenstein – Valley of Love - Eponine Momenceau – Dheepan – Egy menekült története (Dheepan) - Glynn Speeckaert – Marguerite – A tökéletlen hang (Marguerite) - David Chizallet – Mustang - Irina Lubtchansky – Fiatal éveim (Trois souvenirs de ma jeunesse) |
| Legjobb vágás                    | - Mathilde Van De Moortel – Mustang - Juliette Welfling – Dheepan – Egy menekült története (Dheepan) - Cyril Nakache – Marguerite – A tökéletlen hang (Marguerite) - Simon Jacquet – Az én szerelmem (Mon roi) - Laurence Briaud – Fiatal éveim (Trois souvenirs de ma jeunesse) |
| Legjobb eredeti forgatókönyv     | - Deniz Gamze Ergüven, Alice Winocour – Mustang - Noé Debré, Thomas Bidegain, Jacques Audiard – Dheepan – Egy menekült története (Dheepan) - Xavier Giannoli – Marguerite – A tökéletlen hang (Marguerite) - Emmanuelle Bercot, Marcia Romano – Fel a fejjel (La tête haute) - Arnaud Desplechin, Julie Peyr – Fiatal éveim (Trois souvenirs de ma jeunesse) |
| Legjobb adaptáció                | - Philippe Faucon – Fatima - David Oelhoffen, Frédéric Tellier – Az SK1-es ügy (L'affaire Sk1) - Samuel Benchetrit – Lépcsőházi történetek (Asphalte) - Vincent Garenq, Stéphane Cabel – L'enquête - Hélène Zimmer, Benoit Jacquot – Egy szobalány naplója (Journal d’une femme de chambre) |
| Legjobb filmzene                 | - Warren Ellis – Mustang - Raphaël – Cowboyok (Les cowboys) - Ennio Morricone – Májusi este (En mai, fais ce qu’il te plaît) - Stephen Warbeck – Az én szerelmem (Mon roi) - Grégoire Hetzel – Fiatal éveim (Trois souvenirs de ma jeunesse) |
| Legjobb hang                     | - François Musy, Gabriel Hafner – Marguerite – A tökéletlen hang (Marguerite) - Daniel Sobrino, Valérie Deloof, Cyril Holtz – Dheepan – Egy menekült története (Dheepan) - Nicolas Provost, Agnès Ravez, Emmanuel Croset – Az én szerelmem (Mon roi) - Ibrahim Gök, Damien Guillaume, Olivier Goinard – Mustang - Nicolas Cantin, Sylvain Malbrant, Stéphane Thiébaut – Fiatal éveim (Trois souvenirs de ma jeunesse) |
| Legjobb díszlet                  | - Martin Kurel – Marguerite – A tökéletlen hang (Marguerite) - Michel Barthélémy – Dheepan – Egy menekült története (Dheepan) - Katia Wyszkop – Egy szobalány naplója (Journal d’une femme de chambre) - Jean Rabasse – L’odeur de la mandarine - Toma Baqueni – Fiatal éveim (Trois souvenirs de ma jeunesse) |
| Legjobb jelmez                   | - Pierre-Jean Larroque – Marguerite – A tökéletlen hang (Marguerite) - Anaïs Romand – Egy szobalány naplója (Journal d’une femme de chambre) - Selin Sözen – Mustang - Catherine Leterrier – L’odeur de la mandarine - Nathalie Raoul – Fiatal éveim (Trois souvenirs de ma jeunesse) |
| Legjobb elsőfilm                 | - Mustang, rendezte: Deniz Gamze Ergüven - Cowboyok (Les cowboys), rendezte: Thomas Bidegain - Az SK1-es ügy (L'affaire Sk1), rendezte: Frédéric Tellier - Ni le ciel ni la terre, rendezte: Clément Cogitore - Nous trois ou rien, rendezte: Kheiron |
| Legjobb animációs film           | - A kis herceg (Le petit prince), rendezte: Mark Osborne - Adama, rendezte: Simon Rouby - April és az ál-világ (Avril et le monde truqué), rendezte: Christian Desmares |
| legjobb animációs rövidfilm      | - Le repas dominical, rendezte: Céline Devaux - La nuit américaine d'Angélique, rendezte: Pierre-Emmanuel Lyet, Joris Clerté - Sous tes doigts, rendezte: Marie-Christine Courtès - Tigres à la queue leu leu, rendezte: Benoît Chieux |
| Legjobb dokumentumfilm           | - Holnap (Demain), rendezte: Cyril Dion, Mélanie Laurent - A gyöngyház gomb (Le bouton de nacre), rendezte: Patricio Guzmán - A hiányzó kép (L'image manquante), rendezte: Rithy Panh - Cavanna, jusqu'à l'ultime seconde, j'écrirai, rendezte: Denis Robert - Egy német nemzedék (Une jeunesse allemande), rendezte: Jean-Gabriel Périot |
| Legjobb rövidfilm                | - La contre-allée, rendezte: Cécile Ducrocq - Le dernier des céfrans, rendezte: Pierre-Emmanuel Urcun - Essaie de mourir jeune, rendezte: Morgan Simon - Guy Moquet, rendezte: Demis Herenger - Mon héros, rendezte: Sylvain Desclous |
| Legjobb külföldi film            | - Birdman avagy (A mellőzés meglepő ereje) (Birdman), rendezte: Alejandro González Iñárritu USA - Je suis mort mais j'ai des amis, rendezte: Guillaume Malandrin, Stéphane Malandrin BEL, FRA - Ifjúság (La giovinezza), rendezte: Paolo Sorrentino ITA, FRA, CHE, UK - Legújabb testamentum (Le tout nouveau testament), rendezte: Jaco van Dormael - Anyám mozija (Mia Madre), rendezte: Nanni Moretti ITA, FRA, GER - Saul fia, rendezte: Nemes Jeles László HUN, USA, FRA, ISR, BIH - Taxi Teherán (Taxi Téhéran), rendezte: Dzsafar Panahi IRN |
| Tiszteletbeli César              | Michael Douglas |

## Többszörös jelölések és elismerések
A statisztikában a különdíjak nem lettek figyelembe véve.
| Jelölés | Díj | Magyar cím                       | Eredeti cím                    |
| ------- | --- | -------------------------------- | ------------------------------ |
| 11      | 4   | Marguerite – A tökéletlen hang   | Marguerite                     |
| 11      | 1   | Fiatal éveim                     | Trois souvenirs de ma jeunesse |
| 9       | 4   | Mustang                          | Mustang                        |
| 9       | 0   | Dheepan – Egy menekült története | Dheepan                        |
| 8       | 2   | Fel a fejjel                     | La tête haute                  |
| 8       | 0   | Az én szerelmem                  | Mon roi                        |
| 4       | 3   | –––                              | Fatima                         |
| 4       | 0   | Cowboyok                         | Les cowboys                    |
| 3       | 1   | Mennyit ér egy ember?            | La loi du marché               |
| 3       | 1   | –––                              | Valley of Love                 |
| 3       | 0   | Egy szobalány naplója            | Journal d’une femme de chambre |
| 2       | 1   | –––                              | L'hermine                      |
| 2       | 0   | Az SK1-es ügy                    | L'affaire Sk1                  |
| 2       | 0   | Francia nyár                     | La belle saison                |
| 2       | 0   | –––                              | L’odeur de la mandarine        |